# Bras Sec (La Réunion)
Pour les articles homonymes, voir Bras Sec.
Bras Sec est un village de l'île de La Réunion, département d'outre-mer français dans le sud-ouest de l'océan Indien. Il relève de la commune de Cilaos, dans le cirque naturel du même nom. Situé au nord-est de ce dernier, bordé par un rempart montagneux et surplombé par le Bonnet de Prêtre, cet îlet est le point de départ de plusieurs randonnées pédestres. Il comptait en 1999 un total de 573 habitants.

## Géographie
Le village est situé dans le Massif du Piton des Neiges, dans le centre de La Réunion.

## Démographie
Le village compte environ 600 habitants.

## Lieux et monuments
- le Bonnet de Prêtre.
- l'église Sainte-Anne.

## Enseignement
Le village possède une école primaire publique (école maternelle et élémentaire).
Collège de rattachement : collège Alsace Corré, à Cilaos.